# Joodse begraafplaats (Amersfoort, Bloemendalsestraat, Sefardisch)
De Joodse begraafplaats aan de oostzijde van de Bloemendalsestraat was een van de drie Joodse begraafplaatsen die Amersfoort telde.

## Geschiedenis
Het was de begraafplaats van Sefardische Joden: de eerste Joden die zich, vanaf 1655, in Amersfoort vestigden. De begraafplaats lag oostelijk van de Bloemendalsestraat, tegenover een grotere, eveneens Joodse, begraafplaats aan de westzijde van deze straat. Ze werd in 1670 in gebruik genomen. Waarschijnlijk vanaf 1727 werd de begraafplaats niet meer gebruikt, aangezien de Sefardische joden samen gingen met de Asjkenazisch-Joodse gemeenschap, die zijn begraafplaats aan de westzijde van de Bloemendalsestraat bezat. Asjkenazische Joden kwamen sinds 1664 naar Amersfoort.
Het was echter niet duidelijk hoe deze begraafplaats later in vergetelheid kon raken, aangezien de Joodse wet voorschrijft dat de graven niet verstoord mogen worden. Men beweerde wel dat de graven verplaatst zijn naar de begraafplaats aan de westzijde, maar deze kent geen Portugese zerken. Het terrein heeft diverse bestemmingen gekend, maar werd uiteindelijk bij een pand getrokken als tuin.
In 1929 schreef archeoloog J. Zwarts over deze begraafplaats. Hij bezocht het vergeten terrein en vond er een zerk met een Hebreeuws inschrift.
Aangezien men begin 21e eeuw het, op een voormalig bastion gelegen, gebied wilde inrichten als plantsoen, werd onderzoek verricht naar cultuurhistorisch relevante zaken. In 2005 werd een archeologisch vooronderzoek uitgevoerd, waarbij enige menselijke resten werden aangetroffen. In 2006 volgde een archiefonderzoek. Het uiteindelijke archeologisch onderzoek bracht een zerkfragment met Hebreeuws opschrift aan de dag, en verder bleken er geen sporen te zijn die op verplaatsing van de graven wezen. Wel was verstoring opgetreden van een zestal graven door de aanleg van een loopgraaf door het Nederlandse leger in 1939.
De graven worden verder met rust gelaten, en de begraafplaats werd gerestaureerd en opnieuw ommuurd. Ze kreeg de naam mee: Al mee menoechot (aan rustig water).
In 2010 werd in de muur van de gerestaureerde Sefardische begraafplaats een gedenksteen ingemetseld.